# Thorpe St. Peter
Thorpe St. Peter – wieś i civil parish w Anglii, w Lincolnshire, w dystrykcie East Lindsey. W 2011 civil parish liczyła 320 mieszkańców. Thorpe St. Peter jest wspomniana w Domesday Book (1086) jako Torp.